# Augustin Robespierre
Augustin Bon Joseph de Robespierre (21. ledna 1763, Arras – 28. července 1794, Paříž) byl francouzský politik v době Velké francouzské revoluce a mladší bratr Maximiliena de Robespierre.

## Život
Augustin Robespierre byl stejně jako jeho známější starší bratr, v jehož stínu byl celý svůj aktivní život, žákem pařížské Collège Louis le Grand. V říjnu 1792 byl za město Paříž zvolen poslancem Národního konventu. V protikladu svého slavného, chladného, neprůhledného bratra byl mužem veselým, plným života milujícím společnost a byl velkým ctitelem armády. Politika jej příliš nezajímala. Jako vládní delegát byl přítomen při dobytí Toulonu roku 1793 a očitým svědkem úspěšné realizace geniálního plánu mladého kapitána Napoleona Bonaparta. Díky jeho nadšeným referencím byl Napoleon Bonaparte pak povýšen do hodnosti brigádního generála (po pádu hrůzovlády byly Napoleonovy styky s A. Robespierrem příčinou vyšetřování a krátkodobého Napoleonova domácího vězení). Když byl Maximilien Robespierre 27. července 1794 zatčen, zasadil se Augustin v Konventu, aby s ním bylo zacházeno stejně jako s jeho starším bratrem, přesto původně nebyl na seznamu zatčených a obžalovaných. Tak byl Augustin Robespierre spolu se svým bratrem a dalšími společníky na náměstí Revoluce 28. července 1794 popraven gilotinou.